# Jean Van Houtte
Jean Van Houtte (Gand, 17 marzo 1907 – Bruxelles, 23 maggio 1991) è stato un politico belga.
È stato primo ministro dal 15 gennaio 1952 al 23 aprile 1954.